# Viaduc à l'Estaque
Ne doit pas être confondu avec Le Viaduc à L'Estaque.
Viaduc à l'Estaque (à ne pas confondre avec Le Viaduc à l'Estaque datant de 1908) est un tableau peint par Georges Braque en 1907. Cette huile sur toile fauve représente un viaduc à L'Estaque, une ancienne ville devenu un quartier de la ville de Marseille. Elle est conservée au Minneapolis Institute of Art, aux États-Unis.